# Stone (filme)
Stone é um filme americano de 2010, um thriller dirigido por John Curran e estrelado por Milla Jovovich, Edward Norton e Robert De Niro. A trilha sonora do filme foi composta e conduzida por Cliff Eidelman.

## Sinopse
A trama do filme se concentra num incendiário condenado Stone (Edward Norton), que tenta manipular sua saída da prisão, incentivando sua esposa Lucetta (Milla Jovovich) a ter um caso com o oficial Jack (Robert De Niro), jogando dessa forma perigosos jogos psicológicos. A maior parte de suas cenas foram filmadas no condado de Washtenaw, no estado do Michigan.

## Elenco
| Ator/Atriz     | Personagem     |
| -------------- | -------------- |
| Edward Norton  | Stone          |
| Robert De Niro | Jack           |
| Milla Jovovich | Lucetta        |
| Frances Conroy | Mulher de Jack |